# Juan Íñigo de Loyola
Juan Íñigo de Loyola foi um pintor ativo no Peru no século XVI. É considerado o fundador da Escola de Cuzco de pintura. Chegou na região em 1545 e ensinou vários índios, que assimilaram seu estilo maneirista. A Escola de Cuzco foi a mais importante escola de pintura do Peru colonial.